# オール・オーヴァー・ザ・ワールド
「オール・オーヴァー・ザ・ワールド」 (All Over the World ) は、エレクトリック・ライト・オーケストラが1980年に発表した楽曲。映画「ザナドゥ」に使用され、同名のサウンドトラックにも収録されている。

## 概要
賑やかな雰囲気のディスコナンバー。イントロとアウトロの人声はELOのメンバーによるもの。近年のツアーでは定番となっている。
映画では、ショッピングモールで服を選ぶシーンで使われている。

## その他
- 「"世界中で"」というタイトル通り、歌詞には世界中の主要都市の名前が挙げられている。
  - ロンドン、ハンブルク、パリ、ローマ、リオ、香港、東京、L.A.、ニューヨーク、アムステルダム、モンテカルロ…と続いた最後に「"シャードエンド"」という無名の地名が出てくるが、これはバーミンガムにある街で、ジェフの生まれ故郷である。
- 歌詞にはフランス語で「C'est la vie avez vous coup of tea（これこそ人生、お茶でもいかが）」という一節がある。
- 1980年9月、ジョン・レノンはマガジンの記事で「ELOが歌う「All Over The World」が好きだ。こういう音楽を僕は求めていたんだ」と発言した。ジョンは過去に「ショウダウン」も褒めたが、偶然にも「ショウダウン」の歌詞に「all over the world」という一節がある[1]。
- 2005年に本曲の名前を冠したベスト盤「All Over the World: The Very Best of Electric Light Orchestra
」が発売され、本曲も収録されている。